# Маммилярия четырёхколючковая
Маммилярия четырёхколючковая (лат. Mammillaria tetrancistra) — кактус из рода маммилярия. Он растёт в пустынях северной Мексики Мохаве и Сонора, на юго-западе США.

## Описание
Кактус имеет округлый ствол, диаметром в несколько сантиметров, высотой примерно 25 сантиметров. Каждая группа шипов состоит из 3 или 4 темных центральных колючек и многих прямых, белых окружных колючек, длиной 2,5 см. Цветок от 2 до 4 сантиметров и розовый, как лаванда в цвете. Плоды красные, блестящие, мясистые и содержат много чёрных семян.